# П'явки
П'явки (Hirudinea) — клас безхребетних тварин типу Кільчасті черви.

## Будова
Мають тіло завдовжки до приблизно 34 см, воно поділяється на 34 сегменти. 

## Різновиди
Існують прісноводні, морські та сухопутні види п'явок. Як і решта пояскових червів мають поясок (clitellium), на якому відкриваються протоки залоз, що формують кокон, де розвиваються яйця і так звані альбумінотрофні личинки, які живляться білковим вмістом кокона. Однак, не всі п'явки утворюють кокони. Натомість деякі носять яйця, а згодом своїх  молодих нащадків на черевній стороні свого тіла. Рухаються п'явки за допомогою присосків. Розвиток - прямий. П'явки мають як чоловічі, так і жіночі статеві органи, тобто вони належать до гермафродитів. Для запліднення їм потрібне спарювання з іншими особинами; п'явки запліднюють одна одну, для чого наповзають на іншу особину "валетом".
У 2023 році, згідно з повідомленням Національного антарктичного наукового центру (НАНЦ), українські вчені, у співпраці з іноземними колегами, відкрили новий вид антарктичних риб’ячих п’явок, який отримав назву Austroplatybdellina prodiga.

## Особливості в Україні
В Україні знайдено понад 25 видів, зокрема європейська медична п'явка‎ (Hirudo medicinalis) довжиною 80 — 120 мм, а також її родич аптекарська медична п'явка (Hirudo verbana), які живуть у прісних водах, переважно у стоячих водоймах. П'явки, що належать до цих видів, живляться кров'ю хребетних тварин (риб, земноводних, птахів і ссавців, зокрема людини).
Європейську медичну п'явку й деяких її родичів використовують у медицині для лікування тромбофлебіту, гіпертонічної хвороби та інших захворювань серцево-судинної системи. Риб'яча п'явка (Piscicola geometra), довжина до 30 мм, нападає на рибу у великій кількості, спричинює захворювання відоме як пісцикольоз. Тільки Україну й суміжні області Росії охоплює ареал рідкісного виду псевдотрохета п'ятикільчаста (Fadejewobdella quinqueannulata), що живе в невеликих тимчасових водоймах. Лише у водоймах Кримського півосторва живе рідкісна трохета Бланшара (Trocheta blanchardi). У природні гідроекосистеми України може вселитися південноамериканський вид Helobdella europaea, що був знайдений в акваріумах. П'явки живуть не тільки в прісних водоймах і на суходолі, а також у морях та океанах. Серед них — морська риб'яча п'явка Phyllobdellina kozatshenkoi, що паразитує на камбалах у прибережних водах Курильських островів і за формою свого тіла нагадує своїх хазяїв. У західній частині Чорного моря на скатах знаходять морську риб'ячу п'явку Pontobdella muricata.
П'явки мають добре розвинені органи чуття. Їх тіло вкрите рецепторами, за допомогою яких вони здатні вловлювати слабкі коливання води, визначати присутність хімічних речовин, сприймати незначні зміни освітлення та температури. Тому п'явки можуть довго переслідувати свою жертву за запахом. Вони також реагують на тепло тіла хазяїна. 
Рот медичних п'явок має три щелепи й триста зубів, які з легкістю прорізають у шкірі ранку. Завдяки еластичній будові свого тіла під час харчування п'явка здатна збільшуватися в розмірі в п'ять разів. Медичні п'явки можуть обходитися без їжі понад шість місяців. Хижі п'явки заковтують своїх жертв за допомогою м'язистої глотки. Інші мають хоботок, яким вони висмоктують кров своїх хазяїв або можуть повністю поглинути свою жертву, залишивши її порожні оболонки.

## Застосування в медицині
П'явки сприяють відновленню живлення пошкоджених органів. Медична п'явка, випускаючи гірудин в кровоносну систему людини, запобігає утворенню тромбів. Систематичне застосування п'явок може зменшити головний біль і знизити артеріальний тиск у людей, що страждають на гіпертонію.